# Stefania Belmondo
Stefania Belmondo (n. 13 ianuarie 1969, Vinadio, Piemont, Italia) este o schioară de fond ce a reprezentat Italia, medaliată olimpică. A participat la 5 ediții ale Jocurilor Olimpice (1988, 1992, 1994, 1998, 2002) în care a câștigat o medalie de argint și două medalii de bronz.